# Aktualpräsenz
Als Aktualpräsenz wird in der römisch-katholischen Theologie eine Form der Gegenwart Jesu Christi und seiner "befreienden, als wirksam erlebten Heilstat" verstanden. Neben der Realpräsenz in den eucharistischen Zeichen von Brot und Wein wird er dabei auch als in der Gemeinschaft der Glaubenden und der feiernden Gemeinde gegenwärtig geglaubt.
Das Zweite Vatikanische Konzil stellte einer enggeführten Vorstellung einer statisch-dinglichen Realpräsenz Jesu Christi in den Gestalten von Brot und Wein eine dynamisch und personal verstandene Aktualpräsenz an die Seite, die sich im „Wort der Verkündigung und der Feier der Sakramente“ manifestiert (Dekret Ad gentes Nr. 9). In seiner Konstitution Sacrosanctum concilium (Nr. 7) sah das Konzil Christus in seiner Kirche „immerdar gegenwärtig“ in den liturgischen Handlungen, in der Person des Priesters, der die Messe feiert, in den Sakramenten und in der Wortverkündigung, „da er selbst spricht, wenn die heiligen Schriften in der Kirche gelesen werden“. Gegenwärtig sei Christus immer, „wenn die Kirche betet und singt, er, der versprochen hat: ‚Wo zwei oder drei versammelt sind in meinem Namen, da bin ich mitten unter ihnen‘ (Mt 18,20 )“. Das Konzil griff mit diesen Bestimmungen theologische Entwicklungen des 20. Jahrhunderts in der Sakramententheologie und der liturgischen Bewegung sowie die Forschungen von Theologen wie Odo Casel, Romano Guardini, Hugo und Karl Rahner, Josef Andreas Jungmann, Otto Semmelroth und Leo Scheffczyk auf.